# Herrnried

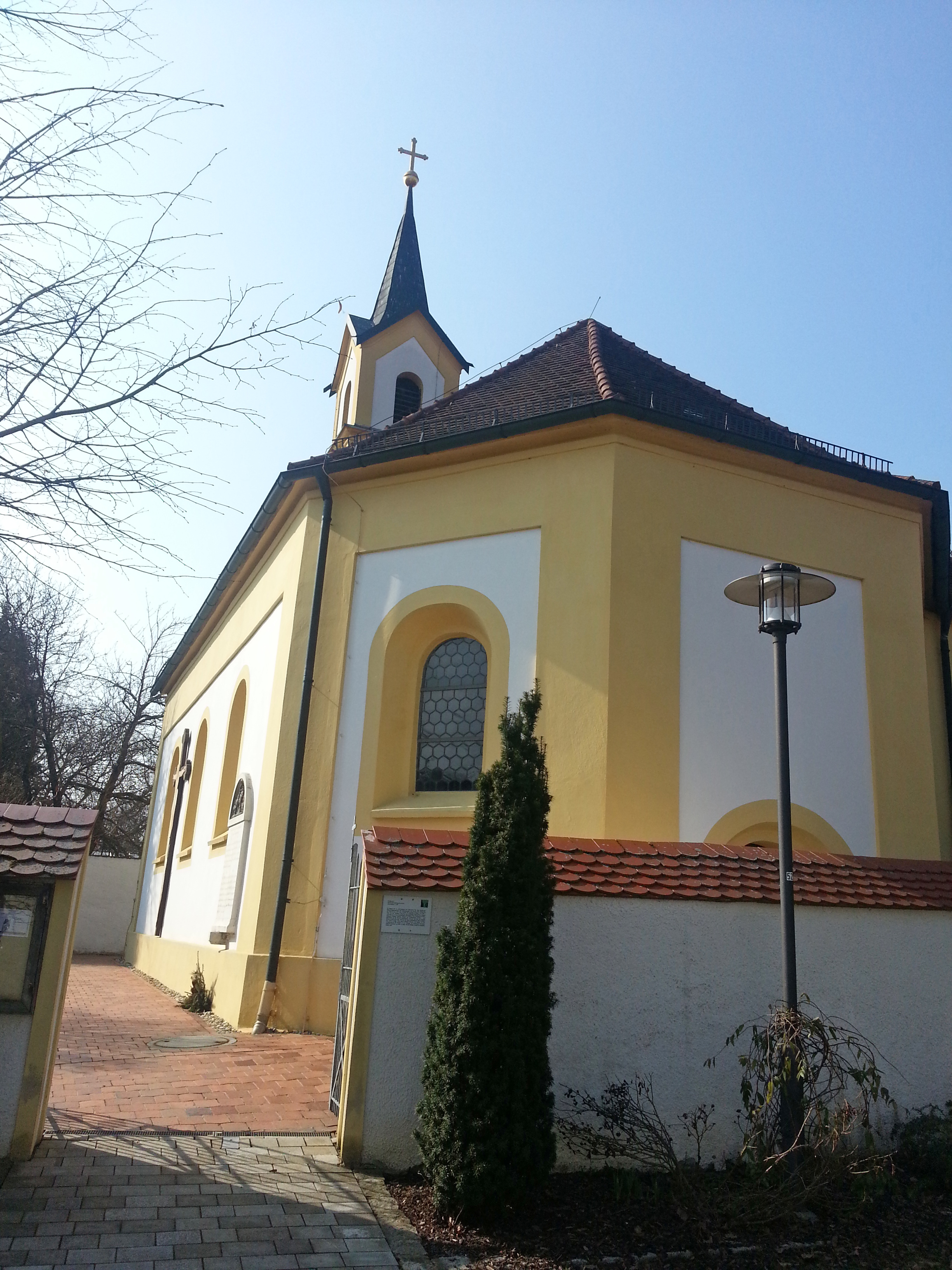
Kirche Mariä Heimsuchung in Herrnried

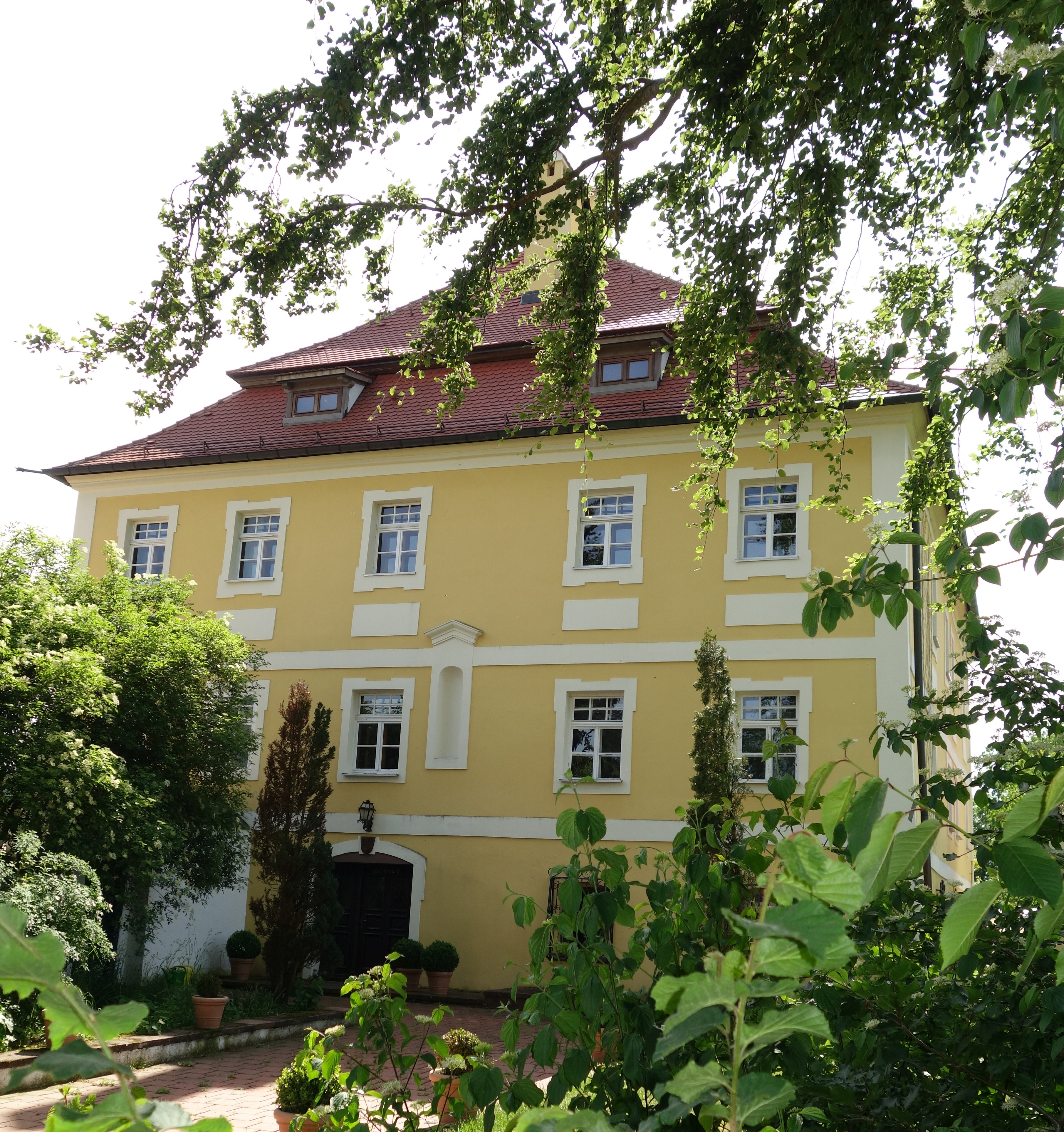
Das denkmalgeschützte Schloss Herrnried im Landkreis Neumarkt in der Oberpfalz

Herrnried ist ein Gemeindeteil der Stadt Parsberg im Landkreis Neumarkt in der Oberpfalz.

## Lage
Das Kirchdorf Herrnried liegt rund 6 km südlich von Parsberg in einer landwirtschaftlich geprägten Region an der Kreisstraße NM 2 zwischen Willenhofen und dem Breitenbrunner Gemeindeteil Hamberg.

## Geschichte
Im Jahr 1972 wurde Herrnried aufgrund der Gebietsreform in Bayern zur Stadt Parsberg eingemeindet.

## Sehenswürdigkeiten
- Im Ort befindet sich das denkmalgeschützte Schloss Herrnried an der Herren-von-Ried-Straße 18. Sehenswert ist auch die mit Ausstattung denkmalgeschützte Kirche Mariä Heimsuchung aus dem Jahr 1854.
- In der Liste der Baudenkmäler in Parsberg sind für Herrnried vier Baudenkmäler aufgeführt.